# Лійка осушення
Лійка осушення (рос. воронка осушения; англ. dehumidification cone, нім. Trockentrichter m) — осушена частина водоносної породи, що має форму лійки, утвореної навколо свердловини, колодязя, шахти тощо, з яких відкачується вода, або під отвором у підошві водонасиченого горизонту, через який вода витікає вниз.
Син. — воронка осушення.